# Muzej Cetinske krajine – muzejska građa
Muzejska građa u Muzeju Cetinske krajine u gradiću Sinju je zaštićeno kulturno dobro.

## Opis dobra
Muzej čuva, istražuje i prezentira kulturno-povijesnu baštinu Cetinske krajine. Zaštićena građa obuhvaćena je sljedećim zbirkama: Umjetničkoj, Etnografskoj, Kulturno-povijesnoj, Numizmatičkoj, Prirodoslovnoj zbirci, Zbirci razglednica, Zbirci plakata, Zbirci odlikovanja, medalja i plaketa, Zbirci oružja, Zbirci dokumenata, Zbirci fotografija i fotografskog pribora te Arheološkoj zbirci.

## Zaštita
Pod oznakom Z-3913 zavedena je kao pokretno kulturno dobro — muzejska građa, pravna statusa zaštićenoga kulturnog dobra, vrste muzejska građa.